# Patric Knowles
Patric Knowles, all'anagrafe Reginald Lawrence Knowles (Horsforth, 11 novembre 1911 – Woodland Hills, 23 dicembre 1995), è stato un attore britannico.

## Biografia
Nativo dello Yorkshire ma di solide radici irlandesi, Patric Knowles debuttò sugli schermi britannici nel 1932 con Men of Tomorrow e lavorò per alcuni anni in patria. Nel 1936 si trasferì negli Stati Uniti, dove esordì nella commedia Give Me Your Heart (1936). Nel successivo La carica dei seicento (1936), di Michael Curtiz, Knowles recitò con Errol Flynn, assieme al quale si era trovato sotto contratto per la Warner Brothers già in Inghilterra.
La carica dei seicento, ambientato sul confine della Crimea a metà del XIX secolo, vede Knowles nei panni del capitano Perry Vickers, fratello di Jeffrey Vickers (Flynn), un maggiore dei lancieri britannici. Il film, ricco di superbe sequenze d'azione, fa passare in secondo piano le vicende personali dei protagonisti e il singolare triangolo amoroso che vede Olivia de Havilland fidanzata con Jeffrey ma segretamente innamorata di Perry (Knowles).
Alto, elegante e dotato di buona presenza scenica, Knowles interpretò frequentemente la parte del terzo protagonista. La buona intesa professionale con Errol Flynn proseguì due anni più tardi ne La leggenda di Robin Hood (1938), smagliante pellicola sulle avventure dell'eroe della foresta di Sherwood, in cui Knowles interpretò l'amabile e scanzonato Will Scarlet, uno dei più fedeli compagni di Robin Hood. Nello stesso anno Flynn e Knowles, nei panni rispettivamente di un ambizioso pubblicitario e di un editore di giornali, e affiancati da Rosalind Russell (un'aggressiva giornalista) e Olivia De Havilland (una volubile debuttante), vestirono panni più moderni e diedero vita alla commedia La quadriglia dell'illusione (1938).
Dopo aver fatto nuovamente coppia con Flynn nel melodramma Io ti aspetterò (1938), interpretato anche da Bette Davis, dal 1939 Patric Knowles lavorò come attore free lance e, durante gli anni quaranta, apparve nei più svariati generi di pellicole. Contribuì al genere horror con L'uomo lupo (1941) e Frankenstein contro l'uomo lupo (1943), ma fu altrettanto a suo agio in film prettamente comici come Gianni e Pinotto detectives (1942), e in commedie come Avventura in montagna (1943) e Mascherata al Messico (1945).
Durante la seconda guerra mondiale Knowles prestò servizio come istruttore di volo nella Royal Canadian Air Force. Al termine del conflitto proseguì la carriera cinematografica e apparve in altri notevoli film come Schiavo d'amore (1946), con Bette Davis, e Il tesoro di Vera Cruz (1949), accanto a Robert Mitchum. L'affermazione della televisione portò l'attore a diradare le sue apparizioni sul grande schermo già dai primi anni cinquanta, e a diventare una presenza fissa in telefilm e show di intrattenimento come The Fox Television Theatre e Lux Video Theatre. Da ricordare le sue partecipazioni alle serie Maverick (1957-1960), Gunsmoke (1964) e Gli inafferrabili (1964).
Durante l'ultima fase della sua carriera, nella seconda metà degli anni sessanta, Knowles si riavvicinò al cinema e partecipò a due film bellici, La brigata del diavolo (1968) e Spie oltre il fronte (1968), e ai western La via del West (1967) e Chisum (1970), prima del definitivo ritiro dalle scene nel 1973.

## Vita privata
Patric Knowles ebbe due figli dalla moglie Enid Percival, sposata nel 1935. Il matrimonio durò fino alla morte dell'attore, avvenuta il 23 dicembre 1995, all'età di ottantaquattro anni, nella sua residenza di Woodland Hills (California).

## Filmografia

### Cinema
- Men of Tomorrow, regia di Zoltán Korda e Leontine Sagan (1932)
- The Poisoned Diamond, regia di W.P. Kellino (1933)
- Irish Hearts, regia di Brian Desmond Hurst (1934)
- The Student's Romance, regia di Otto Kanturek (1935)
- Royal Cavalcade, regia di Thomas Bentley e Herbert Brenon (1935)
- La ragazza nella folla (The Girl in the Crowd), regia di Michael Powell (1935)
- Honours Easy, regia di Herbert Brenon (1935)
- Il sultano rosso (Abdul the Damned), regia di Karl Grune (1935)
- Il presidente si diverte (The Guv'nor), regia di Milton Rosmer (1935)
- Wedding Group, regia di Alex Bryce e Campbell Gullan (1936)
- Two's Company, regia di Tim Whelan (1936)
- Il portafoglio marrone (The Brown Wallet), regia di Michael Powell (1936)
- Fair Exchange, regia di Ralph Ince (1936)
- La corona contro Stevens (Crown v. Stevens), regia di Michael Powell (1936)
- Give Me Your Heart, regia di Archie Mayo (1936)
- La carica dei seicento (The Charge of the Light Brigade), regia di Michael Curtiz (1936)
- Irish for Luck, regia di Arthur B. Woods (1936)
- Avventura a mezzanotte (It's Love I'm After), regia di Archie Mayo (1937)
- Expensive Husbands, regia di Bobby Connolly (1937)
- The Patient in Room 18, regia di Bobby Connolly e Crane Wilbur (1938)
- La leggenda di Robin Hood (The Adventures of Robin Hood), regia di Michael Curtiz e William Keighley (1938)
- La quadriglia dell'illusione (Four's a Crowd), regia di Michael Curtiz (1938)
- Io ti aspetterò (The Sisters), regia di Anatole Litvak (1938)
- Tempesta sul Bengala (Storm Over Bengal), regia di Sidney Salkow (1938)
- Nel cuore del nord (Heart of the North), regia di Lewis Seiler (1938)
- Torchy Blaine in Chinatown, regia di William Beaudine (1939)
- Beauty for the Asking, regia di Glenn Tryon (1939)
- La tragedia del Silver Queen (Five Came Back), regia di John Farrow (1939)
- The Spellbinder, regia di Jack Hively (1939)
- Si riparla dell'uomo ombra (Another Thin Man), regia di W. S. Van Dyke (1939)
- The Honeymoon's Over, regia di Eugene Forde (1939)
- Married and in Love, regia di John Farrow (1940)
- A Bill of Divorcement, regia di John Farrow (1940)
- Women in War, regia di John H. Auer (1940)
- Anne of Windy Poplars, regia di Jack Hively (1940)
- Com'era verde la mia valle (How Green Was My Valley), regia di John Ford (1941)
- L'uomo lupo (The Wolf Man), regia di George Waggner (1941)
- The Strange Case of Doctor Rx, regia di William Nigh (1942)
- Mystery of Marie Roget, regia di Phil Rosen (1942)
- Le stranezze di Jane Palmer (Lady in a Jam), regia di Gregory La Cava (1942)
- Sin Town, regia di Ray Enright (1942)
- Gianni e Pinotto detectives (Who Done It?), regia di Erle C. Kenton (1942)
- Per sempre e un giorno ancora (Forever and a Day), regia di Edmund Goulding e Cedric Hardwicke (1943)
- Frankenstein contro l'uomo lupo (Frankenstein Meets the Wolf Man), regia di Roy William Neill (1943)
- Avventura in montagna (Hit the Ice), regia di Charles Lamont (1943)
- All by Myself, regia di Felix E. Feist (1943)
- Always a Bridesmaid, regia di Erle C. Kenton (1943)
- Crazy House, regia di Edward F. Cline (1943)
- Chip Off the Old Block, regia di Charles Lamont (1944)
- This Is the Life, regia di Felix E. Feist (1944)
- Pardon My Rhytm, regia di Felix E. Feist (1944)
- Kitty, regia di Mitchell Leisen (1945)
- Mascherata al Messico (Masquerade in Mexico), regia di Mitchell Leisen (1945)
- Non c'è due... senza tre (The Bride Wore Boots), regia di Irving Pichel (1946)
- Eroi nell'ombra (O.S.S.), regia di Irving Pichel (1946)
- Schiavo d'amore (Of Human Bondage), regia di Edmund Goulding (1946)
- Monsieur Beaucaire, regia di George Marshall (1946)
- La sfinge del male (Ivy), regia di Sam Wood (1947)
- Rivista di stelle (Variety Girl), regia di George Marshall (1947)
- L'uomo che vorrei (Dream Girl), regia di Mitchell Leisen (1948)
- Isn't It Romantic?, regia di Norman Z. McLeod (1948)
- Il tesoro di Vera Cruz (The Big Steal), regia di Don Siegel (1949)
- ...e la vita continua (Three Came Home), regia di Jean Negulesco (1950)
- Quebec, regia di George Templeton (1951)
- Gli ammutinati dell'Atlantico (Mutiny), regia di Edward Dmytryk (1952)
- La furia di Tarzan (Tarzan's Savage Fury), regia di Cy Endfield (1952)
- Giamaica (Jamaica Run), regia di Lewis R. Foster (1953)
- Fiamme a Calcutta (Flame of Calcutta), regia di Seymour Friedman (1953)
- Singapore intrigo internazionale (World for Ransom), regia di Robert Aldrich (1954)
- Gli ussari del Bengala (Khyber Patrol), regia di Seymour Friedman (1954)
- Squadra criminale: caso 24 (No Man's Woman), regia di Franklin Adreon (1955)
- La banda degli angeli (Band of Angels), regia di Raoul Walsh (1957)
- Dalla terra alla luna (From the Earth to the Moon), regia di Byron Haskin (1958)
- La signora mia zia (Auntie Mame), regia di Morton DaCosta (1958)
- Elfego Baca: Six Gun Law, regia di Christian Nyby (1966)
- La via del West (The Way West), regia di Andrew V. McLaglen (1967)
- La brigata del diavolo (The Devil's Brigade), regia di Andrew V. McLaglen (1968)
- Spie oltre il fronte (In Enemy Country), regia di Harry Keller (1968)
- Chisum, regia di Andrew V. McLaglen (1970)
- Il manichino assassino (Terror in the Wax Museum), regia di Georg Fenady (1973)
- Arnold, regia di Georg Fenady (1973)

### Televisione
- The Bigelow Theatre – serie TV, 1 episodio (1951)
- Studio One – serie TV, 2 episodi (1951)
- Lights Out – serie TV, episodio 3x35 (1951)
- Robert Montgomery Presents – serie TV, 1 episodio (1953)
- The Revlon Mirror Theater – serie TV, 1 episodio (1953)
- The United States Steel Hour – serie TV, 1 episodio (1955)
- The Whistler – serie TV, 2 episodi (1954-1955)
- Studio 57 – serie TV, 1 episodio (1955)
- The Ford Television Theatre – serie TV, 3 episodi (1955)
- Jane Wyman Presents the Fireside Theatre – serie TV, 1 episodio (1955)
- Star Stage – serie TV, 1 episodio (1956)
- The 20th Century-Fox Hour – serie TV, episodio 1x17 (1956)
- Lux Video Theatre – serie TV, 4 episodi (1951-1956)
- 77º Lancieri del Bengala (Tales of the 77th Bengal Lancers) – serie TV, episodio 1x01 (1956)
- Ethel Barrymore Theater – serie TV, 1 episodio (1956)
- Matinee Theatre – serie TV, 1 episodio (1957)
- Schlitz Playhouse of Stars – serie TV, 2 episodi (1955-1958)
- The Millionaire – serie TV, 1 episodio (1958)
- Lux Playhouse – serie TV, 1 episodio (1958)
- Disneyland – serie TV, 1 episodio (1959)
- Carovane verso il West (Wagon Train) – serie TV, 1 episodio (1959)
- General Electric Theatre – serie TV, 3 episodi (1957-1959)
- Indirizzo permanente (77 Sunset Strip) – serie TV, episodio 2x08 (1959)
- Tightrope – serie TV, episodio 1x16 (1959)
- Maverick – serie TV, 2 episodi (1957-1960)
- The Barbara Stanwyck Show – serie TV, 1 episodio (1960)
- La valle dell'oro (Klondike) – serie TV, episodio 1x16 (1961)
- Hot Off the Wire – serie TV, 1 episodio (1961)
- The Islanders – serie TV, 1 episodio (1961)
- Scacco matto (Checkmate) – serie TV, episodio 1x32 (1961)
- Peter Gunn – serie TV, episodio 3x34 (1961)
- Whispering Smith – serie TV, episodio 1x06 (1961)
- Hawaiian Eye – serie TV, 2 episodi (1960-1962)
- The Jack Benny Program – serie TV, 1 episodio (1963)
- Have Gun - Will Travel – serie TV, 3 episodi (1959-1963)
- Gunsmoke – serie TV, 1 episodio (1964)
- Gli inafferrabili (The Rogues) – serie TV, episodio 1x05 (1964)
- Mickey – serie TV, 2 episodi (1964)
- Codice Gerico (Jericho) – serie TV, episodio 1x06 (1966)
- Tre nipoti e un maggiordomo (Family Affair) – serie TV, episodio 2x03 (1967)
- Garrison Commando – serie TV, 1 episodio (1968)
- Getting Together – serie TV, 1 episodio (1971)
- Marcus Welby (Marcus Welby, M.D.) – serie TV, 1 episodio (1971)

## Doppiatori italiani
Nelle versioni in italiano dei suoi film, Patric Knowles è stato doppiato da:
- Emilio Cigoli in Eroi nell'ombra, L'uomo che vorrei, ...e la vita continua, Gli ammutinati dell'Atlantico, Mascherata al Messico, Monsieur Beaucaire, Rivista di stelle, Sfinge del male
- Giulio Panicali in Quebec, La brigata del diavolo
- Adolfo Geri in La carica dei seicento (riedizione)
- Ennio Cerlesi in La leggenda di Robin Hood
- Mario Pisu in Avventura in montagna
- Giorgio Capecchi in Giamaica
- Gualtiero De Angelis in La banda degli angeli
- Luciano Melani in Dalla Terra alla Luna
- Riccardo Mantoni in La signora mia zia
- Sergio Tedesco in Singapore intrigo internazionale
- Mario Feliciani in La via del West